# (1369) Ostanina
(1369) Ostanina ist ein Asteroid des Hauptgürtels, der am 27. August 1935 von der russischen Astronomin Pelageja Fjodorowna Schain am Krim-Observatorium in Simejis entdeckt wurde.
Benannt ist der Asteroid nach dem Ort Ostanina in der früheren Sowjetunion (heute vermutlich in der Ukraine).